# Liste des ministères des Finances
Cet article fournit une liste des ministères des Finances de différents pays.

## Liste
| Pays                             | Ministère                                                                      | Ministre                      |
| -------------------------------- | ------------------------------------------------------------------------------ | ----------------------------- |
| Afghanistan                      | Ministère des Finances                                                         | Hidayatullah Badri            |
| Algérie                          | Ministère des Finances                                                         | Abderrahmane Raouya           |
| Allemagne                        | Ministère fédéral des Finances                                                 | Jörg Kukies                   |
| Angola                           | Ministère des Finances                                                         | Vera Daves                    |
| Argentine                        | Ministère de l'Économie et des Finances Publiques                              | Martín Guzman                 |
| Australie                        | Trésorier d'Australie                                                          | Jim Chalmers                  |
| Autriche                         | Ministère fédéral des Finances                                                 | Magnus Brunner                |
| Belgique                         | Service public fédéral Finances                                                | Vincent Van Peteghem          |
| Bulgarie                         | Ministère des Finances                                                         | Asen Vassilev                 |
| Canada                           | Conseil du Trésor Ministère des Finances et de l'Économie (Québec)             | Chrystia Freeland             |
| Chine                            | Ministère des Finances                                                         | Su Jain-rong                  |
| Colombie                         | Ministère des Finances et du Crédit public                                     | José Manuel Restrepo Abondano |
| République démocratique du Congo | Ministère des Finances (RDC)                                                   | Nicolas Kazadi                |
| Corée du Sud                     | Ministère de la Stratégie et des Finances                                      | Kim Dong-yeon                 |
| Danemark                         | Ministère des Finances                                                         | Nicolai Wammen                |
| Égypte                           | Ministère des Finances                                                         | Mohamed Maait                 |
| Érythrée                         | Ministère des Finances                                                         | Berhane Habtemariam (en)      |
| Espagne                          | Ministère des Finances                                                         | María Jesús Montero           |
| Finlande                         | Ministère des Finances                                                         | Matti Vanhanen                |
| France                           | Ministère de l'Économie et des Finances                                        | Eric Lombard                  |
| Gabon                            | Ministère des Finances                                                         | Jean-Marie Ogandaga           |
| Italie                           | Ministère de l'Économie et des Finances (jusque 2001 : Ministère des Finances) | Daniele Franco                |
| Japon                            | Ministère des Finances                                                         | Shunichi Suzuki               |
| Jordanie                         | Ministère des Finances                                                         | Mohamad Al-Ississ             |
| Luxembourg                       | Ministère des Finances                                                         | Gilles Roth                   |
| Maroc                            | Ministère de l'Économie et des Finances                                        | Nadia Fettah Alaoui           |
| Mexique                          | Secrétariat des Finances et du Crédit public                                   | Rogelio Ramírez de la O       |
| Ouzbékistan                      | Ministère des Finances                                                         | Timur Ishmetov                |
| Pays-Bas                         | Ministère des Finances                                                         | Sigrid Kaag                   |
| Pologne                          | Ministère des Finances                                                         | Mateusz Morawiecki            |
| Portugal                         | Ministère des Finances                                                         | João Leão                     |
| Royaume-Uni                      | Trésor de Sa Majesté                                                           | Jeremy Hunt                   |
| Rwanda                           | Ministère des Finances et de la Planification économique                       | Claver Gatete                 |
| Serbie                           | Ministère de l'Économie et des Finances                                        | Siniša Mali                   |
| Slovénie                         | Ministère des Finances                                                         | Andrej Šircelj                |
| Suède                            | Ministère des Finances                                                         | Mikael Damberg                |
| Suisse                           | Département fédéral des finances                                               | Ueli Maurer                   |
| Taïwan                           | Ministère des Finances                                                         | Su Jain-rong                  |
| Thaïlande                        | Ministère des Finances                                                         | Srettha Thavisin              |
| Tunisie                          | Ministère des Finances                                                         | Sihem Boughdiri               |
| Turquie                          | Ministère du Trésor et des Finances                                            | Nurettin Nebati               |
| Ukraine                          | Ministère des Finances (Ukraine)                                               | Serhiy Marchenko              |